# Готичний квартал (Барселона)
Готи́чний кварта́л (кат. Barri Gòtic або El Gòtic) — один з чотирьох кварталів, які входять до міського району Барселони Старе місто (кат. Ciutat Vella). Населення кварталу у 2005 р. — 26.982 особи.
Готичний квартал — найдавніший район Барселони, його історичний центр. Найвищою точкою Готичного кварталу є сучасна площа Сан Жауми (пл. Св. Якова, кат. Plaça de Sant Jaume), яка в античні часи називалася горою Табар (кат. Tàber).
У свою чергу Готичний квартал складається з кількох історичних мікрорайонів: Єврейського кварталу (кат. Call), мікрорайону Святих Йуста та Пастора (кат. Сан Жюс і Пасто, Sant Just i Pastor), мікрорайону Св. Марії — Сосновий ліс (кат. Санта Марія дал Пі, Santa Maria del Pi), мікрорайону собору (кат. Catedral), району Св. Анни (кат. Санта Анна, Santa Anna), району Базиліки Божої Матері Всепрощаючої (кат. Ла Марсе, La Mercè) та району Палацу Жанаралітату (кат. Палау, Palau).
Наприкінці XIX ст. з кварталу були перенесені кладовища, які розташовувалися біля церков, прибрані залишки мурів та побудовані кілька висотних сучасних будинків. Не зважаючи на ці зміни, з усіх районів Барселони Готичний квартал зберігся найкраще.

## Мапа Готичного кварталу
| №  | Легенда українською                                                | Легенда каталанською                   |
| -- | ------------------------------------------------------------------ | -------------------------------------- |
| 1  | Хард Рок Кафе                                                      | Hard Rock Café                         |
| 2  | Церква Св. Анни                                                    | Església Santa Anna                    |
| 3  | Супермаркет «Ель Корте Інглес»                                     | Supermercat El Corte Inglés            |
| 4  | Палац Сабасона — Барселонський Атеней                              | Palau Savassona — Ateneu Barcelonès    |
| 5  | Руїни давньоримського цвинтаря                                     |                                        |
| 6  | Ресторан Далі                                                      |                                        |
| 7  | Єпископський палац                                                 | Palau Episcopal                        |
| 8  | Будинок архідиякона                                                | Casa de l'Ardiaca                      |
| 9  | Собор Св. Аулалії                                                  | Catedral de Santa Eulàlia (La Seu)     |
| 10 | Площа Короля (Пласа дал Рей)                                       | Plaça del Rei                          |
| 11 | Музей історії Барселони                                            | Museu d'Història de la Ciutat          |
| 12 | Давньоримський храм Авґуста                                        |                                        |
| 13 | Будівля Жанаралітату Каталонії                                     | Palau de Generalitat de Catalunya      |
| 14 | Церква Св. Марії — Сосновий ліс                                    | Santa María del Pi                     |
| 15 | Книжковий магазин «Дукумента» (книги кат., ісп., анг., фр. мовами) | Documenta                              |
| 16 | Ірландський паб                                                    | Irish Pub                              |
| 17 | Королівська площа (Пласа Райал)                                    | Plaça Reial                            |
| 18 | Площа Св. Якова (Пласа Сан Жаума)                                  | Sant Jaume                             |
| 19 | Міська рада                                                        | Ajuntament                             |
| 20 | Готель-квартири «Барселона Бест Румз»                              | Guest House «Barcelona Best Rooms»     |
| 21 | Базиліка Божої Матері Всепрощаючої                                 | Basílica de Nostra Senyora de la Mercè |
| 22 | Університет Пумпеу Фабри                                           | Universitat Pompeu Fabra               |
| 23 | Вул. Бісба Іруріта                                                 | Carrer del Bisbe Irurita               |
| 24 | Пішохідна вулиця Пуртал да л'Анжел                                 | Portal de l'Àngel                      |
| 25 | Кол. ресторан «Чотири кішки»                                       | Els Quatre Gats                        |

## Галерея

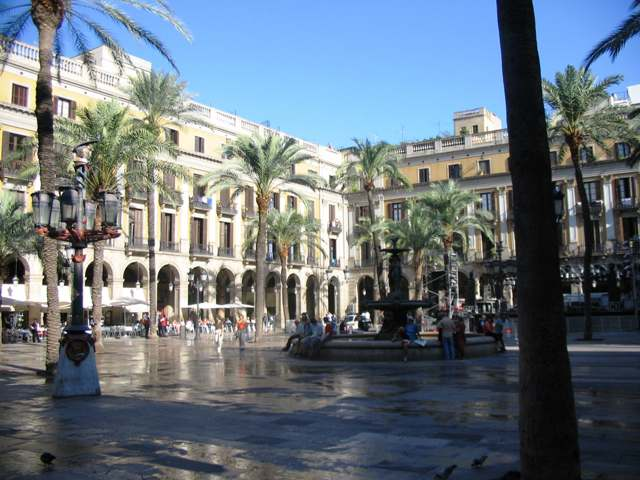
Королівська площа (Пласа Райал), № 17
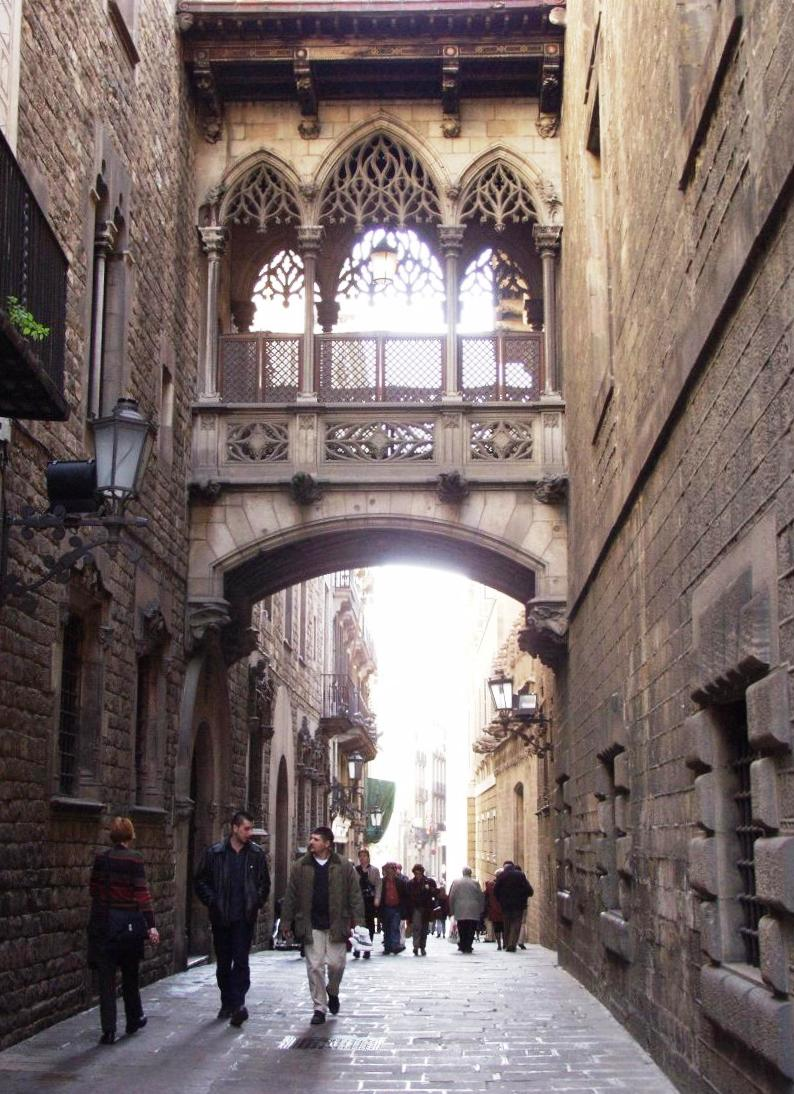
Вул. Бісба Іруріта, № 23
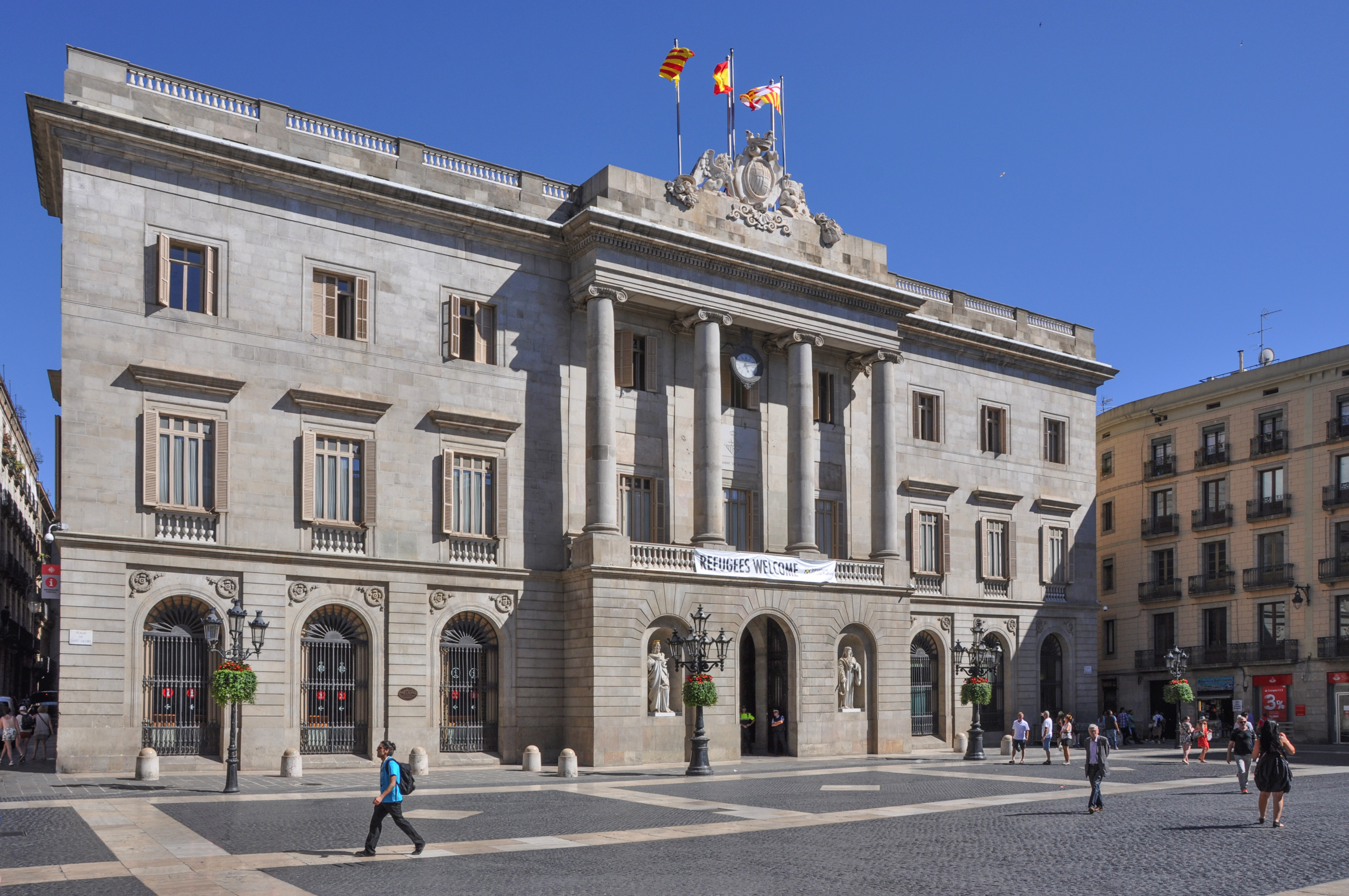
Міська рада (ратуша[d]), № 19
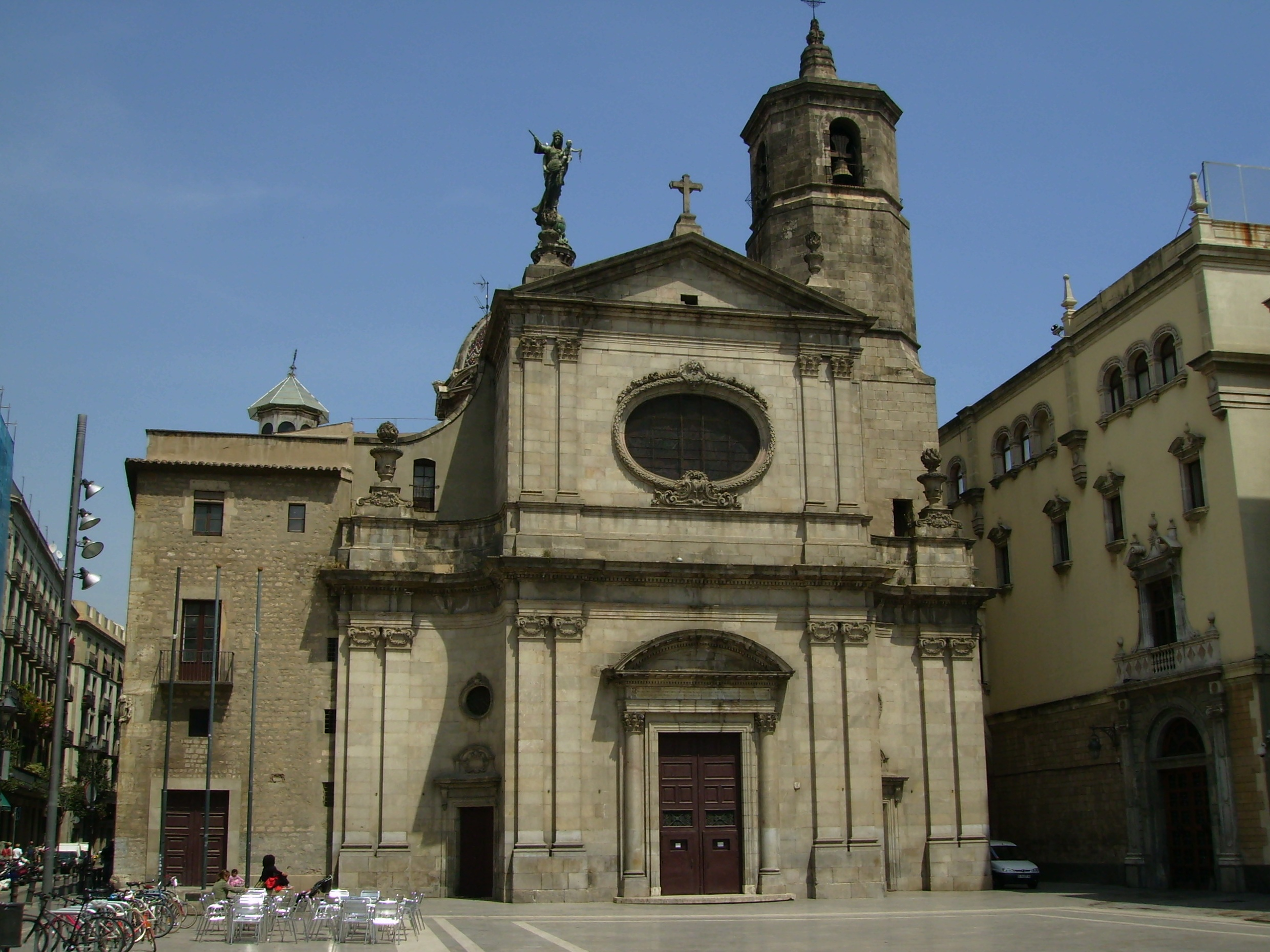
Базиліка Божої Матері Всепрощаючої у Готичному кварталі у Барселоні, № 21
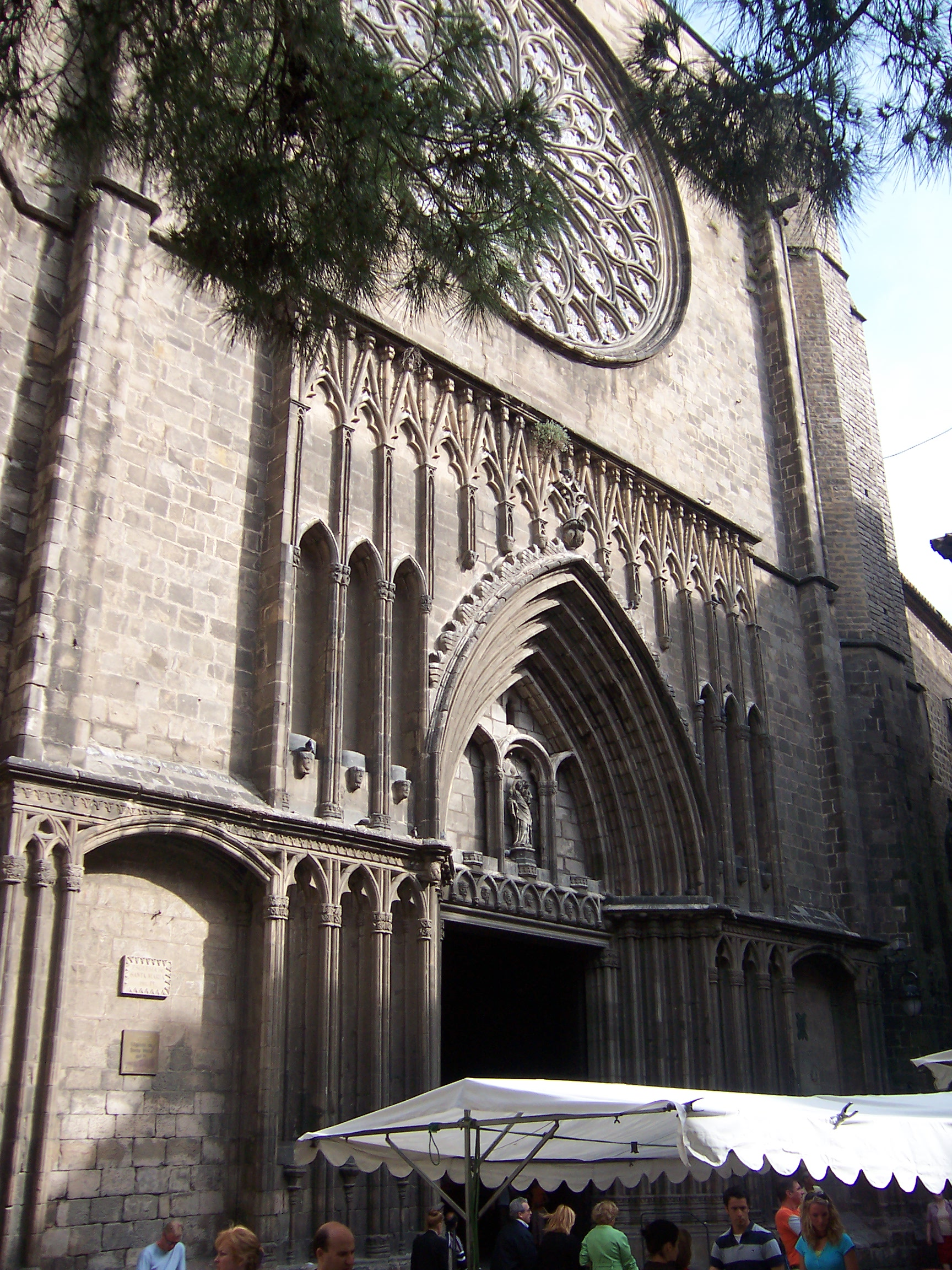
Церква Св. Марії — Сосновий ліс, № 14
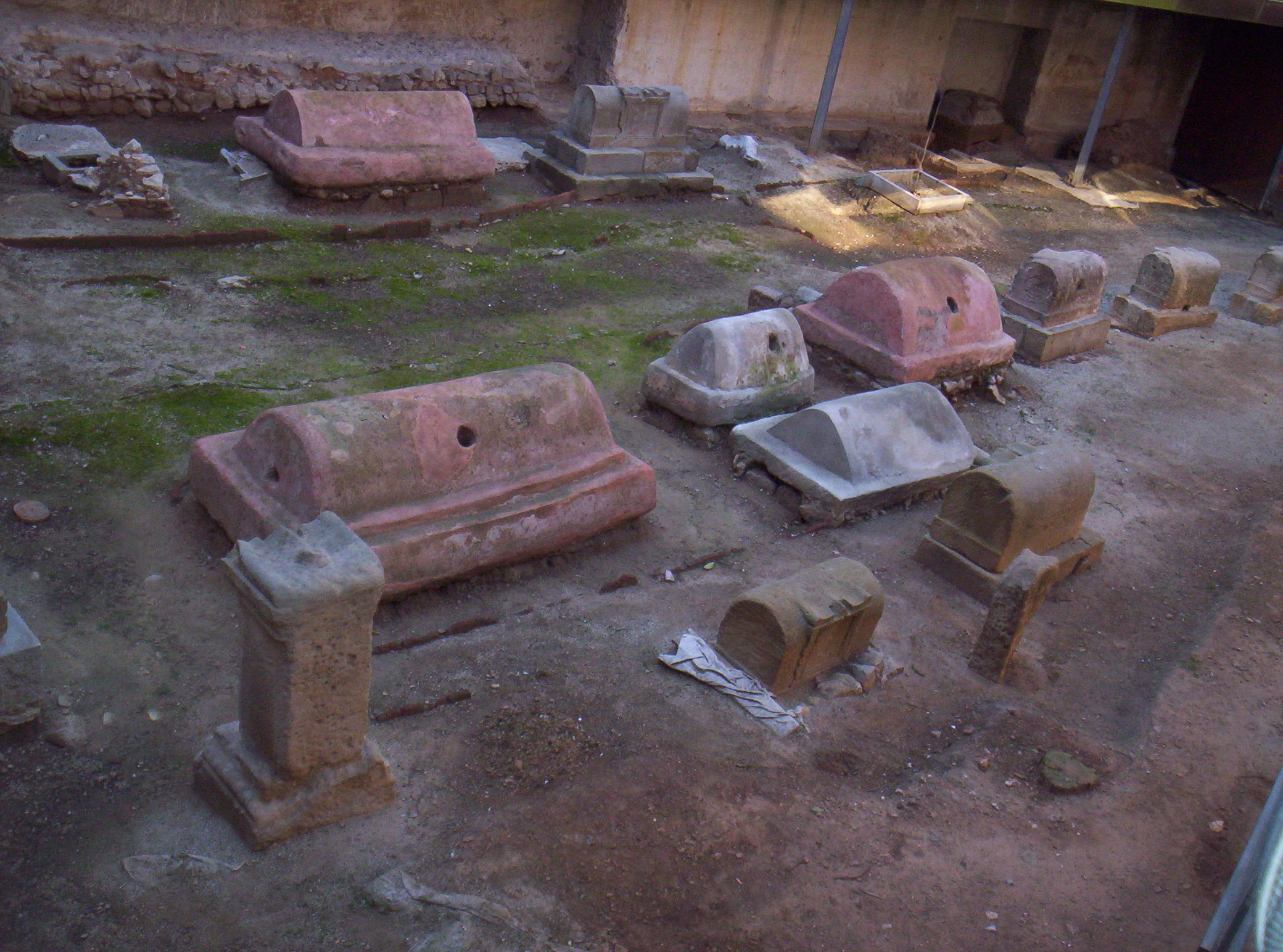
Руїни давньоримського цвинтаря, № 5
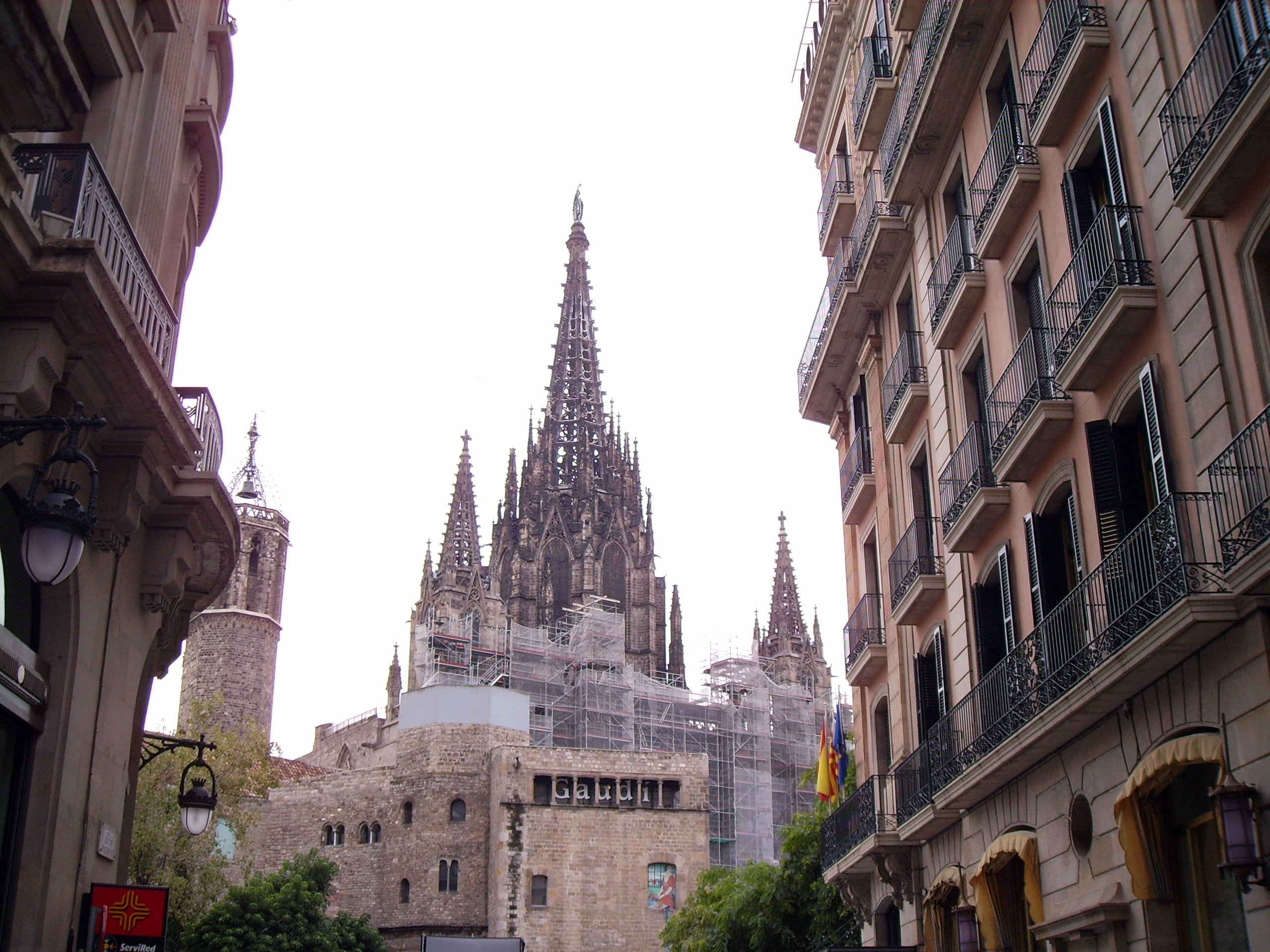
Собор Св. Аулалії, № 9

## Міські райони Барселони
- Старе місто — Ciutat Vella.
- Ашямпла (Продовження) — Eixample.
- Сантс-Монжуїк — Sants-Montjuïc.
- Лас Кортс (Парламент) — Les Corts.
- Саррія-Сан Жарбазі — Sarrià-Sant Gervasi.
- Ґрасія — Gràcia.
- Орта-Ґінардо — Horta-Guinardó.
- Ноу Барріс (Нові квартали) — Nou Barris.
- Сант Андреу (Св. Андрія) — Sant Andreu.
- Сан Марті да Прубансалс (Св. Мартин Прованський) — Sant Martí de Provençals.